# 凤梨
鳳梨是一種原產於南美洲的熱帶水果，為禾本目凤梨科凤梨属植物，因多汁酸甜受到喜愛，有解暑之效，是鳳梨科中最具經濟價值的種類。南美洲種植鳳梨已有許多世紀，在17世紀傳入歐洲，於1820年代開始在溫室與熱帶地區開始商業種植。在20世紀，夏威夷是重要的鳳梨產地（尤以美國而言），但到了2016年， 哥斯达黎加、巴西、菲律賓合計佔了世界鳳梨產量將近三分之一。

## 名稱

### 中文名称
1639年的《东莞县志》内提到了“黄梨”。
1709年（清康熙四十八年），王士禛在《分甘餘話》中提到了臺灣物產中有“通體成章，抱幹而生，葉自頂出，森若鳳尾，其色淡黃”的鳳梨。
1843年，魏源在《海國圖志》中称《每月統紀傳》里面说爪哇有“波蘿”、“菠蘿子”等果，另见王锡祺编《小方壶斋舆地丛钞》再补编的第十二帙中《每月統紀傳》（作者阙名，缺名的意思）。得名自相似的熱帶水果菠蘿蜜。
咸豐二年（1852年）陳淑均總纂的《噶瑪蘭廳志》刊行，里面介绍了台湾宜兰地区的果之屬有鳳梨，按照颜色称为黃梨、按照大小称为王梨。宜兰的鳳梨比不上台南的品种。
清末1877年姚文棟在《琉球說略》中提到了琉球物產中有鳳梨。
1913年《清季野史》介绍了一种名为鳳梨（ ）的植物。
1915年版《辞源》收波蘿一词，英文，注明亦称鳳梨。
在粤西等地，波羅蜜被称为天波羅，黃梨被称为地波羅。
中國大陸大部分地區稱之為菠蘿，閩語閩東語、閩南語、莆仙語稱之為旺梨（又做「鳳梨」，諧音為「旺來」）、黃蘿（平話字：uòng-lài），閩語閩南語潮州话以番梨稱呼，另又俗稱番菠蘿蜜；客家語則稱之為黃梨。
鳳梨酥在中國大陸、港澳、新馬依然稱為「鳳梨酥」而非「菠蘿酥」和「黃梨酥」；菠蘿包在台灣也依然稱為「菠蘿麵包」，而不會稱為「鳳梨麵包」。
另外生物分類上鳳梨科、鳳梨屬不能稱為「菠蘿科」、「菠蘿屬」或「黄梨科」、「黄梨属」。
在台灣，將台灣在地生產的品種稱為「鳳梨」，而將其他進口的菠蘿和「本島仔鳳梨」（旺來）才會被稱為菠蘿，那些品種較為原始，葉子刺多而且結眼深需要人工剔除。蘇格蘭人David Wright於1648年來到荷蘭東印度公司轄下大肚王國，寫下《福爾摩沙筆記》，即記載台灣有Ananasses。台灣日治時期為效法夏威夷生產鳳梨罐頭（1902年），引進開英種鳳梨（南洋種鳳梨）在中部地區種植，開英種包括突目仔統稱「土鳳梨」，農業試驗所開發臺農4號釋迦鳳梨後改良品種，為一般所稱「鳳梨」。中國大陸商販營銷為表區分，亦沿用此等說法。

### 英语名称
英语中第一次提到菠萝果实是1568年安德烈·特维的《新发现的世界或南级洲》的法语翻译，一种由居住在现代里约热内卢附近的图皮南巴人种植和食用的水果，现在被认为是菠萝。后来在同一个英文翻译中，他将同一种水果描述为“以pineapple（字面意思上的松果，因為後專指此水果所以英語用pine-cone表示松果成為主流）的方式制成的 Nana”，这里他使用了一个图皮语词，意思是“优秀的水果”。这种用法被许多欧洲语言采用，并导致了植物的科学二名法将期命名为，其中是拉丁语“簇绒”的意思，是指植物的茎。塞缪尔·珀切斯在1613年用英语写作，将水果称为“Ananas”，但牛津英语词典在1714年由曼德维尔的一位英国作家首次记录了这个词本身。

## 历史

### 前殖民时期
菠萝的野生种源原产于巴西南部和巴拉圭之间的巴拉那-巴拉圭河流域。尽管目前菠萝的详细驯化历史并不清楚，但其在南美洲范围内作为农作物的种植、传播历史相当悠久。在秘鲁发现的考古证据表明，当地人使用菠萝的历史可追溯至距今3200至2800年（公元前1200年至800年），而在北美洲的墨西哥出土的粪化石中则发现了距今2200至1300年（公元前200年至公元700年）的菠萝食用证据，表明菠萝当时已向南传播，当时的玛雅人和阿兹特克人也可能已有种植菠萝。15世纪初期（1400年代末），菠萝已经成为美洲原住民群落中的常见农作物，在他们的饮食中占主要地位。
史料记载中第一位发现菠萝的欧洲人是克里斯托弗·哥伦布，他于1493年11月4日在瓜德罗普岛首次见到这种水果。哥伦布将菠萝带回西班牙，并称其为“piña de Indes”，意思是“印第安人的松果”。最早关于菠萝的西方史料记载为1516年皮特·马特·德安吉拉的《新大陆数十年》以及安东尼奥·皮加费塔1524-1525年间所撰《第一次环球航行报告》，已知最早的插图则出现在贡萨洛·费尔南德斯·德·奥维耶多1535年的《印度通史》中。

### 引入东半球

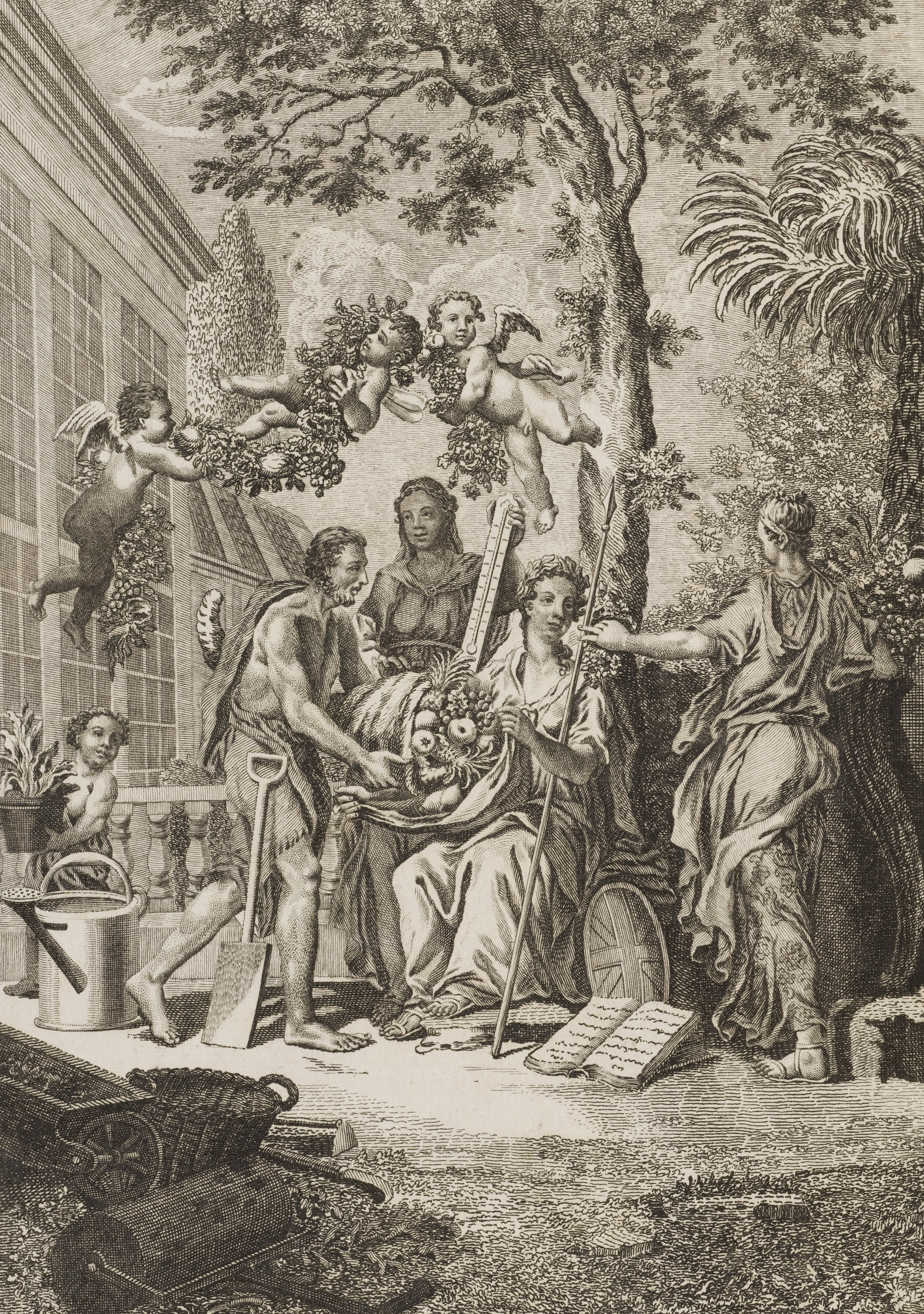
不列颠尼亚通过自然、工业和科学的寓言展示了包括菠萝在内的丰裕之角，背景是橘园（《园丁词典》的卷首, 1764）

菠萝作为殖民主义的产物，令欧洲人为之着迷倾心。然而，欧洲的气候与菠萝的原产地截然不同，导致栽培十分困难，直到1658年左右，荷兰园丁彼得·德拉考特·范德福尔特（Pieter de la Court van der Voort）才在莱顿开发出温室园艺技术，成功在欧洲栽培菠萝。
1719年，菠萝的植株从荷兰传入英国，第一株在英格兰成功栽培的菠萝位于白金汉郡多尼的多尼阁。1723年，切尔西药草园建造了一座巨大的“菠萝炉”来为种植的菠萝加温。
1730年，菠萝传入法国。1733年，在凡尔赛宫成功种出的一颗菠萝被献给路易十五国王。
18世纪20年代，俄罗斯的彼得大帝将荷兰栽培菠萝的技术引入圣彼得堡。1730年，凯瑟琳大帝吃到了1796年之前在她自己的庄园里种植的菠萝。
由于直接进口菠萝的费用高昂，在温带气候下种植菠萝所需的温室设备和人工成本也极其巨大，菠萝在欧洲逐渐成为财富的象征。最初，菠萝主要被用作宴会上的展示品，而非供人食用，甚至会被反复使用，直到开始腐烂为止。在18世纪下半叶，英国庄园中菠萝的种植成为富有贵族之间激烈竞争的对象。第四代邓莫尔伯爵约翰·默里在他的庄园中建造了一座温室，其顶部是一个高达14米、以菠萝为造型的巨大石质圆顶，这座建筑被称为“邓莫尔菠萝”。在建筑设计中，菠萝造型逐渐成为象征好客的装饰元素。

### 19世纪以来：大规模商业化
欧洲在开始温室栽培菠萝时尝试了许多不同品种，主要都来自加勒比地区的安的列斯群岛。其中最重要的一个品种是‘光滑卡宴’（‘Smooth Cayenne’），于1820年首次被引入法国，随后于1835年被出口到英国，然后再从英国通过夏威夷传入澳大利亚和非洲。“光滑卡宴”及其亚选和无性品系如今占据了全球大部分的菠萝产量。
以菠萝为原料的果酱和甜点很早就从西印度群岛、巴西和墨西哥被进口到欧洲。到19世纪初，新鲜的菠萝已能从西印度群岛直接运往欧洲，并以庞大的货运量压低了欧洲市场的价格。后来欧美的菠萝进口供应主要取尽可能短的贸易路线，欧洲的菠萝主要来自北大西洋、葡萄牙离岸的亚速尔群岛，而北美的菠萝则主要来自加勒比地区和美国的佛罗里达州。
18世纪，西班牙人便将菠萝引入夏威夷，当地原住民将其称为“hala kahiki”（夏威夷语），意为“外国的林投”，因其形似夏威夷本土植物露兜树的果实（林投）而得名。，但夏威夷的首座商业菠萝种植园直到1886年才建立。此产业最著名的投资者是詹姆斯·多尔（James Dole），他于1899年移居夏威夷，次年（1900）便开设了60公顷的菠萝种植园，随后（1901）又将园区扩展至瓦胡岛，后来发展成为都樂食品公司。1909年，毛伊岛菠萝公司开始在毛伊岛种植菠萝。1911年，都乐公司其员工亨利·吉纳卡（Henry Ginaca）发明了给菠萝自动削皮去芯的机器，使公司得以开始商业加工菠萝，制作罐头产品。1917年，德尔蒙食品公司也开始在瓦胡岛上种植菠萝。

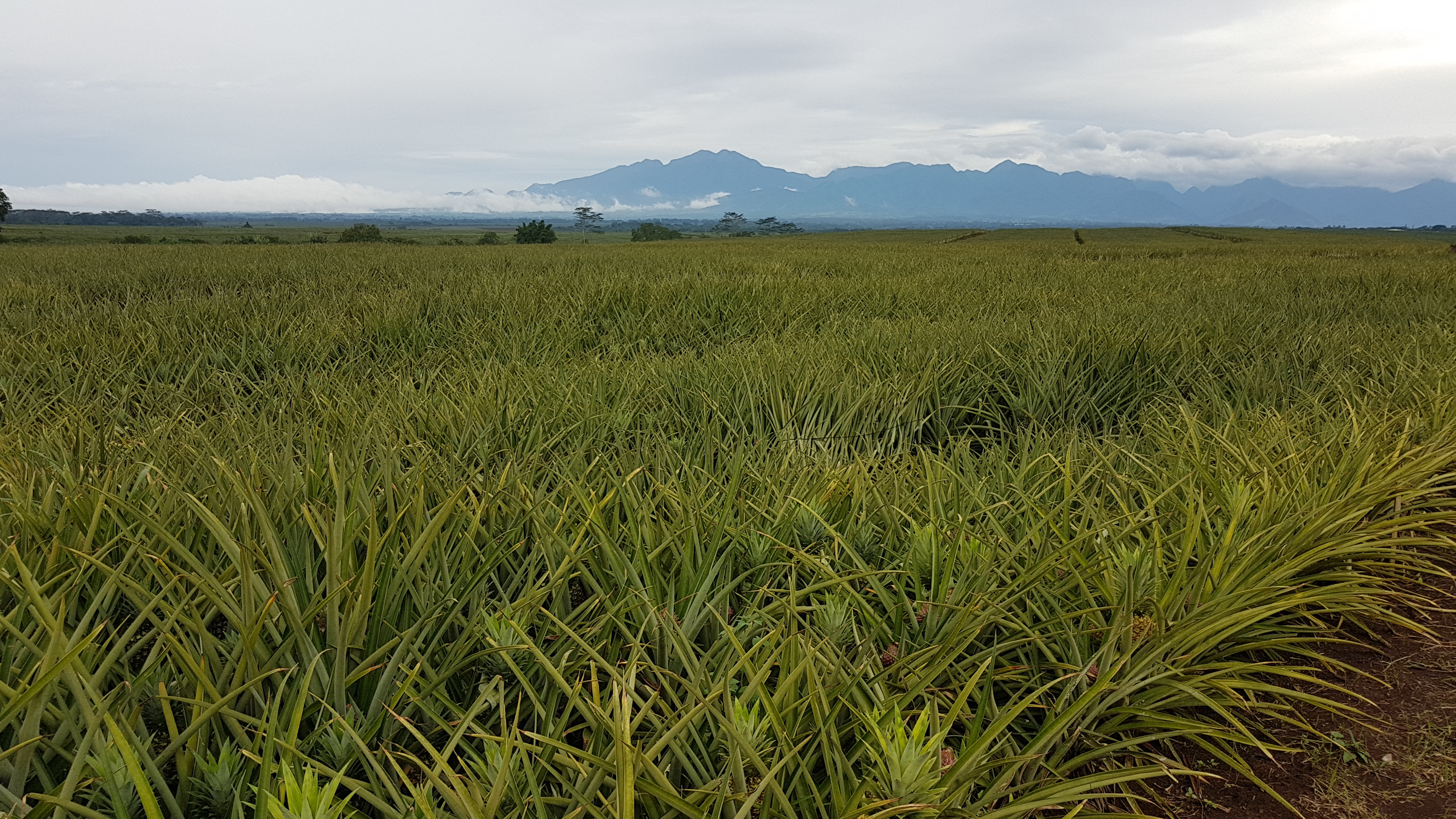
菲律宾布基农省的德尔蒙菠萝田

由于竞争和向冷藏海运的转变，夏威夷的产量从1970年代开始下降。都樂于1991年停止了其在檀香山的罐头厂业务，2008年，德尔蒙终止了其在夏威夷的菠萝种植业务。2009 年，毛伊岛菠萝公司减少了业务，只在毛伊岛本地供应菠萝，到2013年，瓦胡岛的都樂种植园种植的菠萝产量约占世界产量的0.1%。尽管有这种下降，菠萝仍被有时用作夏威夷的象征。另外，因为这个原因，含有菠萝的食物有时也被称为“夏威夷”。
在菲律宾，“光滑卡宴”于1900年代初由美国殖民时期的美国农业部推出。都樂和德尔蒙于1920年代在棉兰老岛的哥打巴托省和布基农省建立种植园。从1920年开始，包括菲律宾在内的东南亚地区开始大规模罐装罐头。这种贸易受到第二次世界大战的严重破坏，夏威夷一直主导着国际贸易，直到1960年代。
菲律宾仍然是世界上最大的菠萝出口国之一。在菲律宾公司德尔蒙太平洋有限公司于2014年完成对德尔蒙食品公司的收购后，德尔蒙种植园现在由当地管理。

## 形態

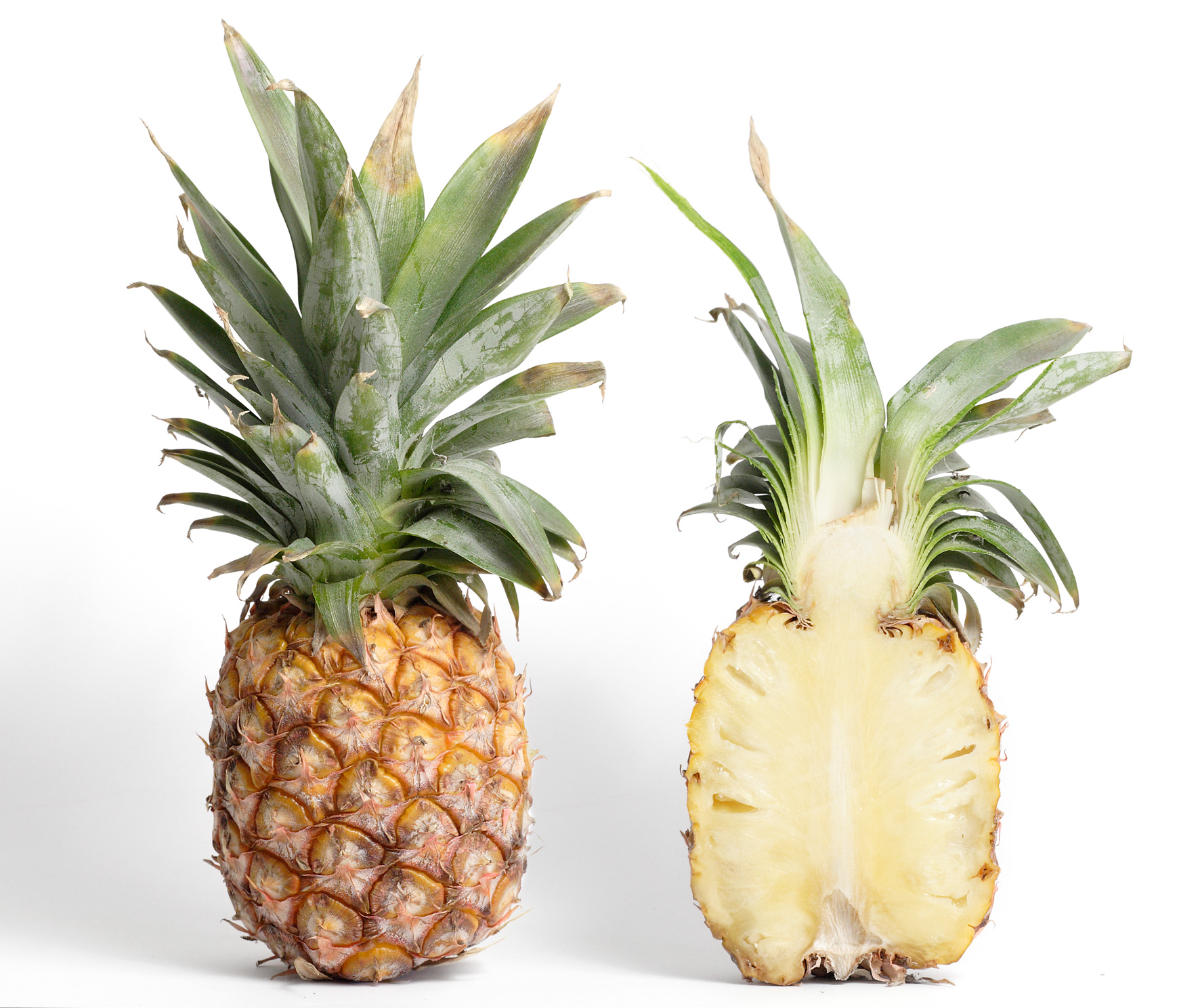
鳳梨以及其斷面。

多年生常绿草本，茎短，基部生吸芽。植株具有蓮座般的外觀，劍狀葉片呈厚革質，緊密排列，有的全緣，有的具有粗鋸齒，全株高約60~100公分左右，亦有高至150公分者。花朵頂生，總狀花序聚生成松樹的毬果狀，看起來就像是一粒小鳳梨。小花紫色，依序綻放，每一花序約有百餘朵小花。果實為複果中的多花果，呈筒狀圓錐形，還沒成熟前呈濃綠色，成熟後才轉成黃色或紅色，果實上的每一果目即為一小果。果肉多為黃色或金黃色，但也有部份種類為乳白色，通常具有濃郁的香氣。果實頂端長有冠芽，會長出叢生緊密的小葉片，成為鳳梨果實獨具的特徵；長出第一個果實後，會從主莖的葉軸長出吸芽，可能會為了讓果實增大而摘除，或是保留以生新果。
植株生長的第一年莖會變長與增粗，許多劍狀葉片呈螺旋状緊密環繞排列於主莖，边缘有无刺成为区别品种的重要特征。到了第12-20個月時，由莖長出長15公分左右的花序，花序顶生，椭圆形似松球，紫红色花无柄。果實為呈筒狀圓錐形的複果。果肉是黄色或白色，中间包着有很多纤维的芯。野生鳳梨靠蜂鸟传粉，也有靠蝙蝠傳粉的。但因授粉後鳳梨會結子，影響果實品質，以前在夏威夷曾有禁止蜂鳥入境的禁令。
花的子房長成漿果，聚合成大的複果，通常排列成兩個互相交錯的螺旋，常見其一方向有8個，另一方向有13個，兩者都是費伯納契數
鳳梨的光合作用為景天酸代謝，在夜間進行二氧化碳的固定，儲存成蘋果酸，在白天釋放之以行光合作用。
鳳梨在植物學上分成五種：
- Ananas comosus var. ananassoides
- Ananas comosus var. bracteatus
- Ananas comosus var. comosus
- Ananas comosus var. erectifolius
- Ananas comosus var. parguazensis

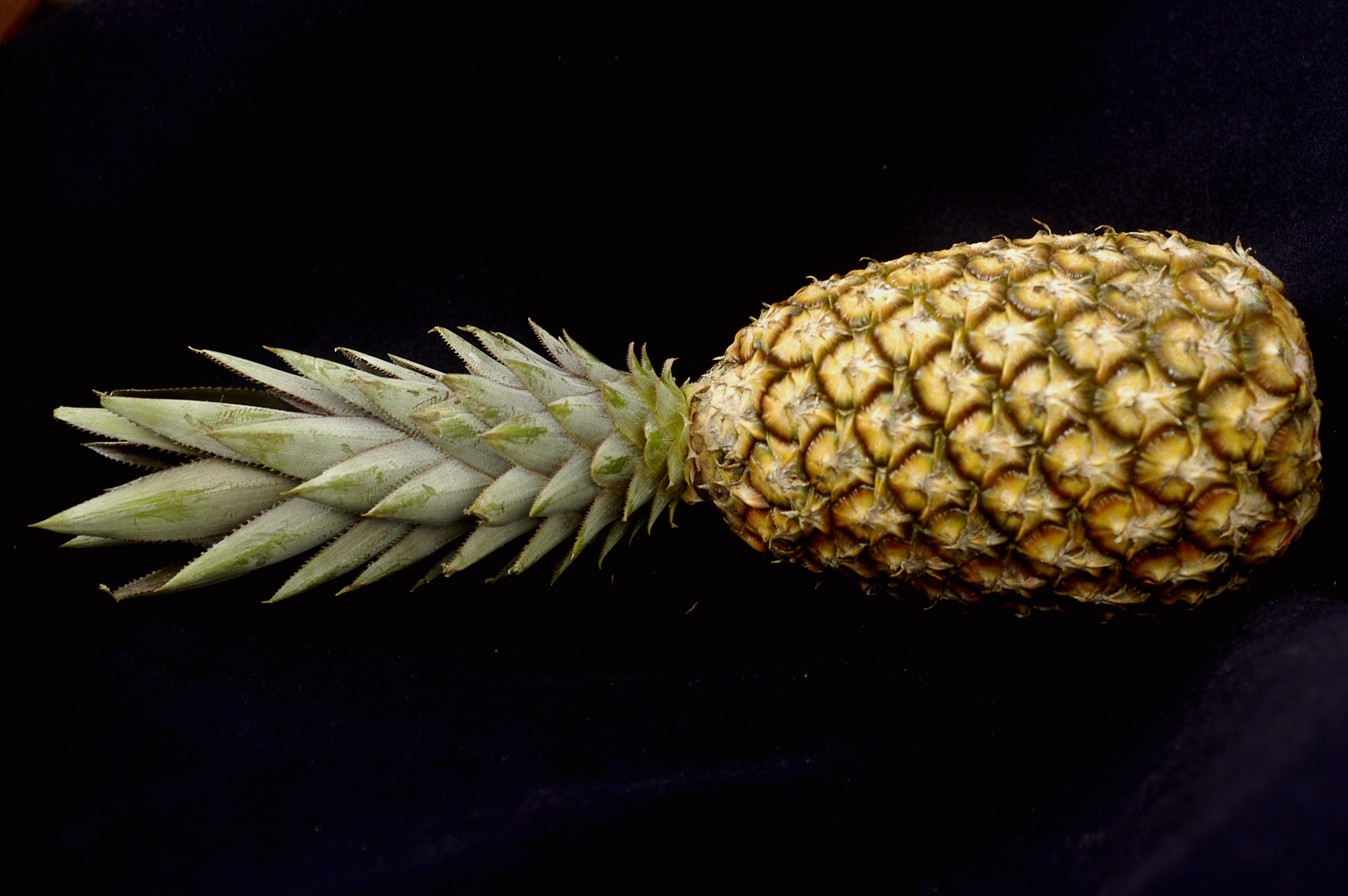
巴西Abacaxi品種
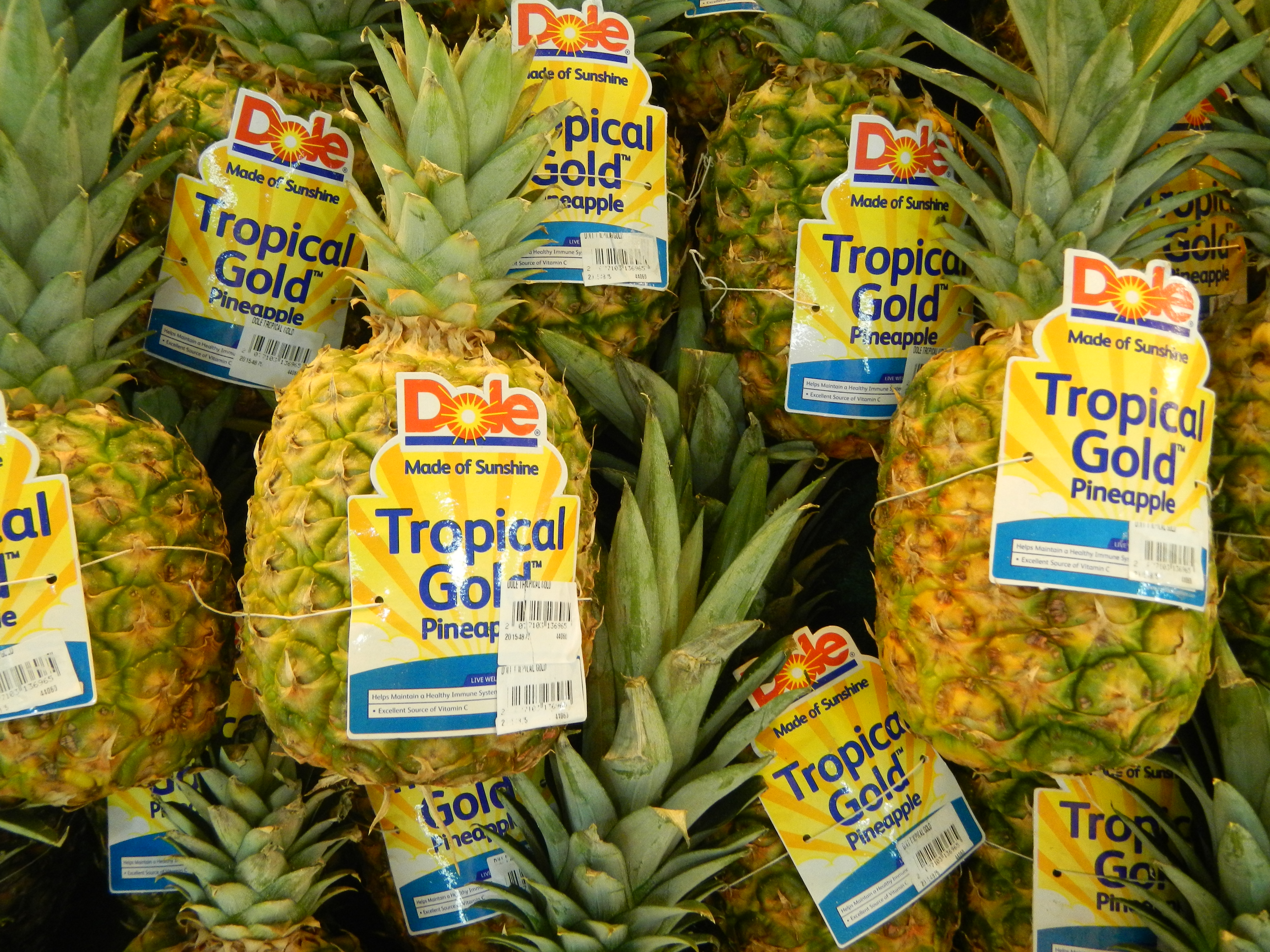
Tropical Gold品種，可以看到它與台灣的大部分鳳梨品種一樣葉片無刺
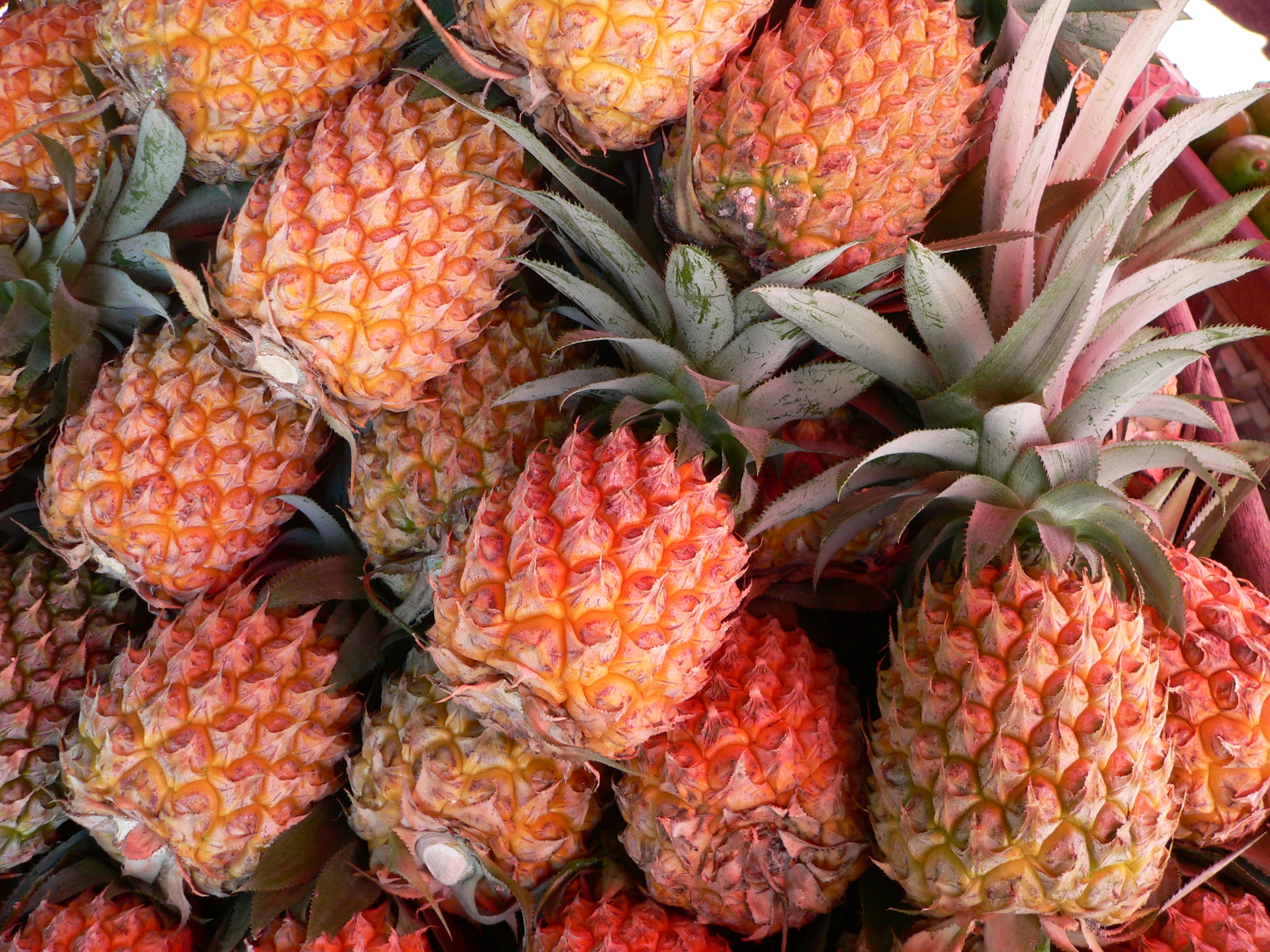
Victoria品種

## 引种来源
台灣於康熙末年由中國大陸南方引進種植鳳梨，並經由多年農產技術的研發後，育成金鑽鳳梨、牛奶鳳梨、釋迦鳳梨等等多種高甜度的台灣特色品種。開英種、金鑽鳳梨為全年皆有，但以2~3月及6~9月最為盛產；釋迦鳳梨3~5月，蘋果鳳梨4~9月（5月盛產），金桂花鳳梨4~7月，蜜寶鳳梨、黃金鳳梨4~11月，香水鳳梨5~6月，甜蜜蜜鳳梨6~8月（7月盛產），牛奶鳳梨6~9月(7月盛產)，冬蜜鳳梨7~3月。由於鳳梨是熱帶植物，特別喜愛溫暖的氣候。台灣地理位置極佳氣候良好，而品質也以春夏季節生產的最為優異，不僅甜度高，風味也特別濃郁。

## 營養
生菠萝果肉含有86%的水、13%的碳水化合物、0.5%的蛋白质，脂肪含量可忽略不计（见表）。在100克参考量中，生菠萝可提供209千焦耳（50千卡）的食物熱量，富含锰（44% 每日摄入量）和维生素C（58% 每日摄入量），除此之外还包含有膳食纖維、有機酸、維生素B1、類胡蘿蔔素、菠萝蛋白酶，鉀及多種礦物質等。當中維生素C的含量是蘋果的5倍。
因为鳳梨含有鳳梨蛋白酶，能分解蛋白質，但在消化道中会失去活性，无法继续发挥分解蛋白质的作用。这种蛋白酶在口腔中会少量分解组成舌表面细胞的蛋白质，因此吃未经热水、未泡盐水的菠萝后舌头会有刺痛感。鳳梨可減緩關節與肌肉發炎等疼痛、具有纖維可促進消化、新陳代謝、改善呼吸道等功能。

## 用途

### 食用
菠萝果实表面粗糙，且部分品种含有较多容易引起口腔不适的鳳梨蛋白酶，因此常需先削皮去“釘”，再切片後泡熱水或淡盐水，减少鳳梨蛋白酶，方可食用；放冰箱冰后食用消暑效果更佳。胃部容易消化不良者應避免空腹食用。在潮汕沿海一带也有用酱油代替盐水沾取食用的方法。在许多国家，处理过的新鲜菠萝常作为街边小吃，以整颗或切块插竹签的形式出售。
菠萝的果肉和果汁被广泛用于世界各地的美食中，尤其是各式甜点、冷饮、蜜饯、糖果、果酱。台湾的凤梨酥便是菠萝制成的代表性糕点之一，还有以凤梨酱制成的各式手摇饮料。菠萝汁也被用于多种饮料中，最具代表性的包括加勒比地区起源的凤梨可乐达鸡尾酒和墨西哥的发酵饮料提帕切。在美国，去芯后的整片菠萝中间放上一颗糖渍樱桃是烤火腿上常见的装饰物，夏威夷吐司也运用了此组合。切片的菠萝还是夏威夷披萨的核心配料，也可以烤制后放在漢堡上。
菠萝中的菠萝蛋白酶使其可让肉类变得软嫩，使用菠萝烹煮的各地肉类菜肴包括菠萝咕咾肉、Al pastor（墨西哥菠萝烤猪肉）、酸咖哩、Hamonado（菲律宾以任何形式与菠萝同烹的肉料理）和菲式凤梨鸡等。
欧盟国家在2012至2016年间消耗了全球菠萝汁总量的50%。荷兰是欧洲最大的菠萝汁进口国。泰国、哥斯达黎加和荷兰是2012年到2016年欧盟市场的主要供应商。2017年菠萝汁消费量最多的国家是泰国、印度尼西亚和菲律宾，总消费量占世界总量的47%。从2007年到2017年，菠萝汁消费量增长最大的是安哥拉。以人口比例相比，中国和印度的菠萝汁消费量较低。

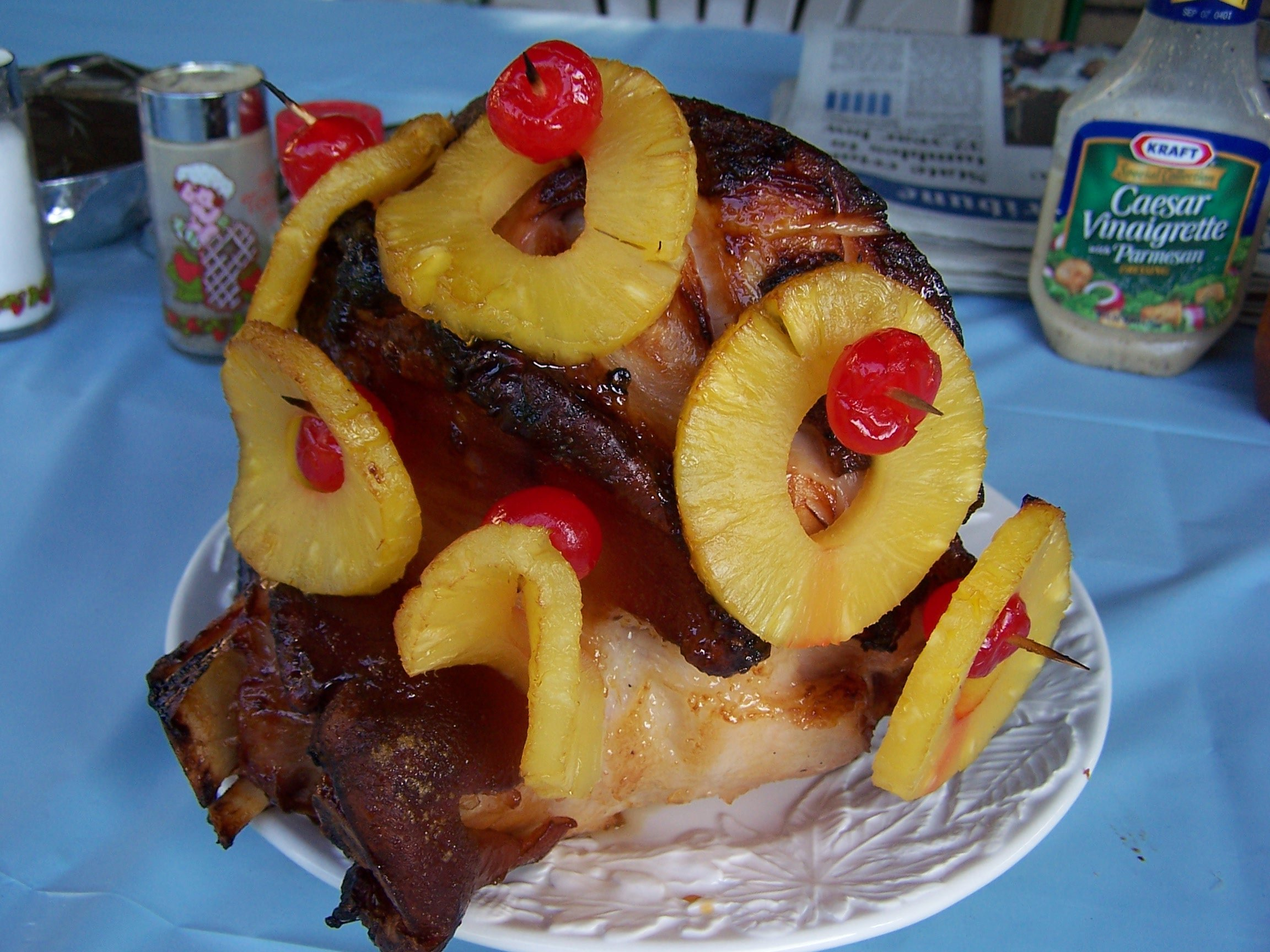
菠萝装饰的烤火腿
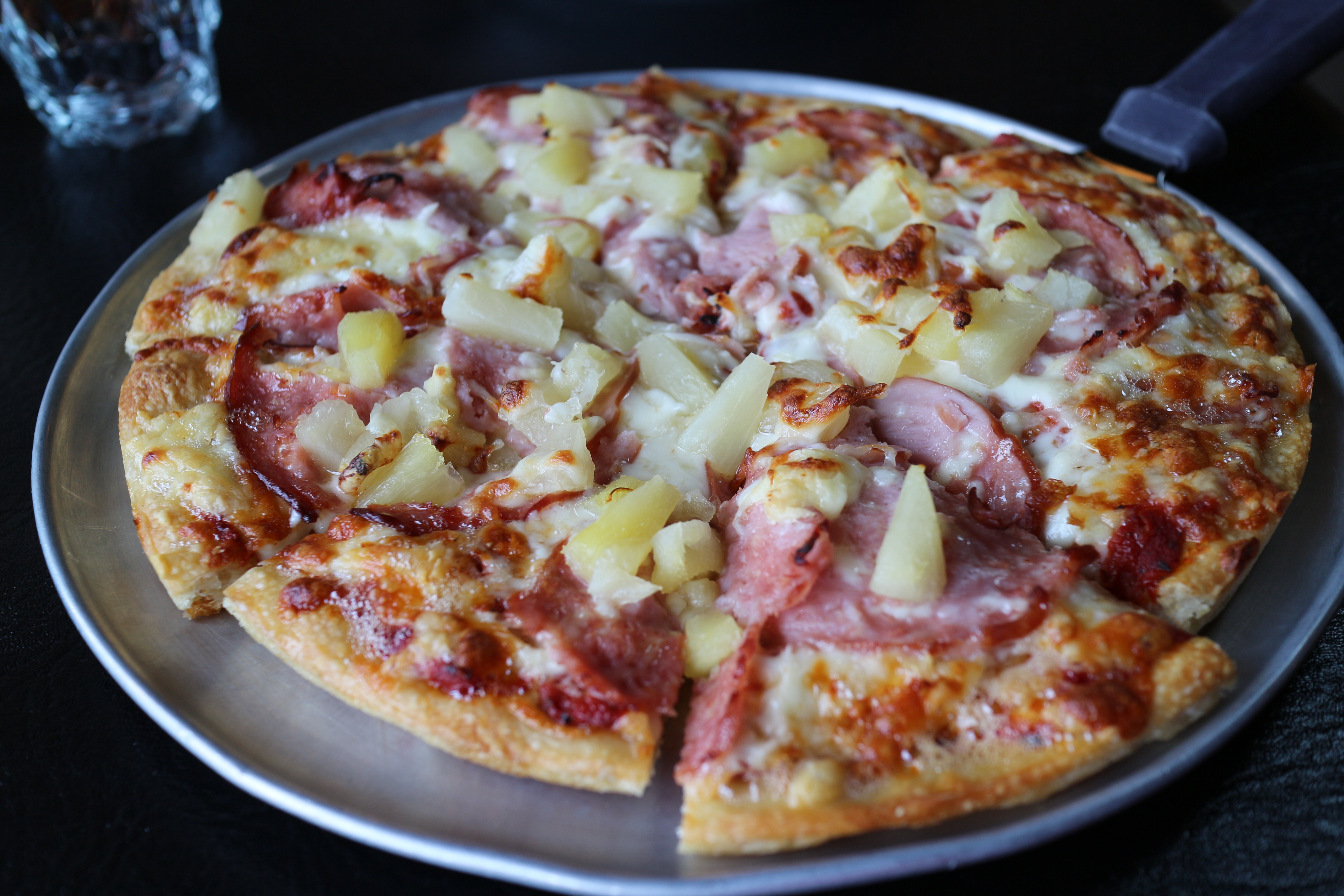
加入菠萝的夏威夷披萨
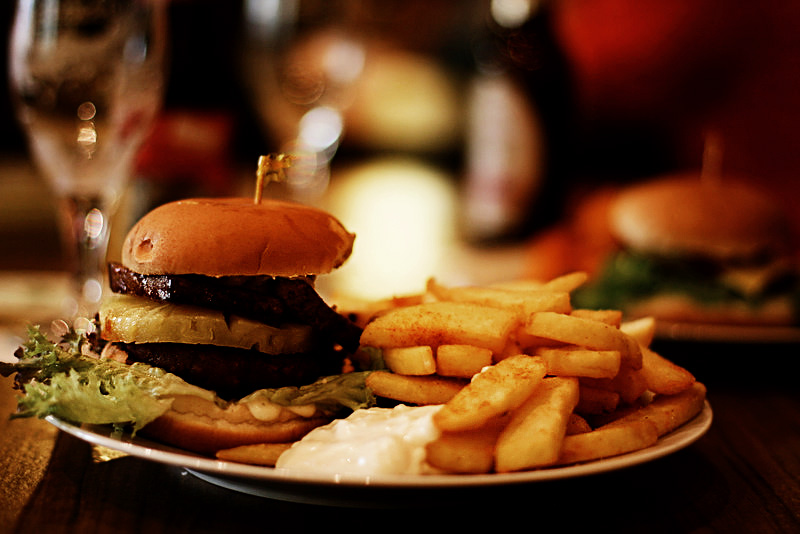
夹菠萝圆片的汉堡
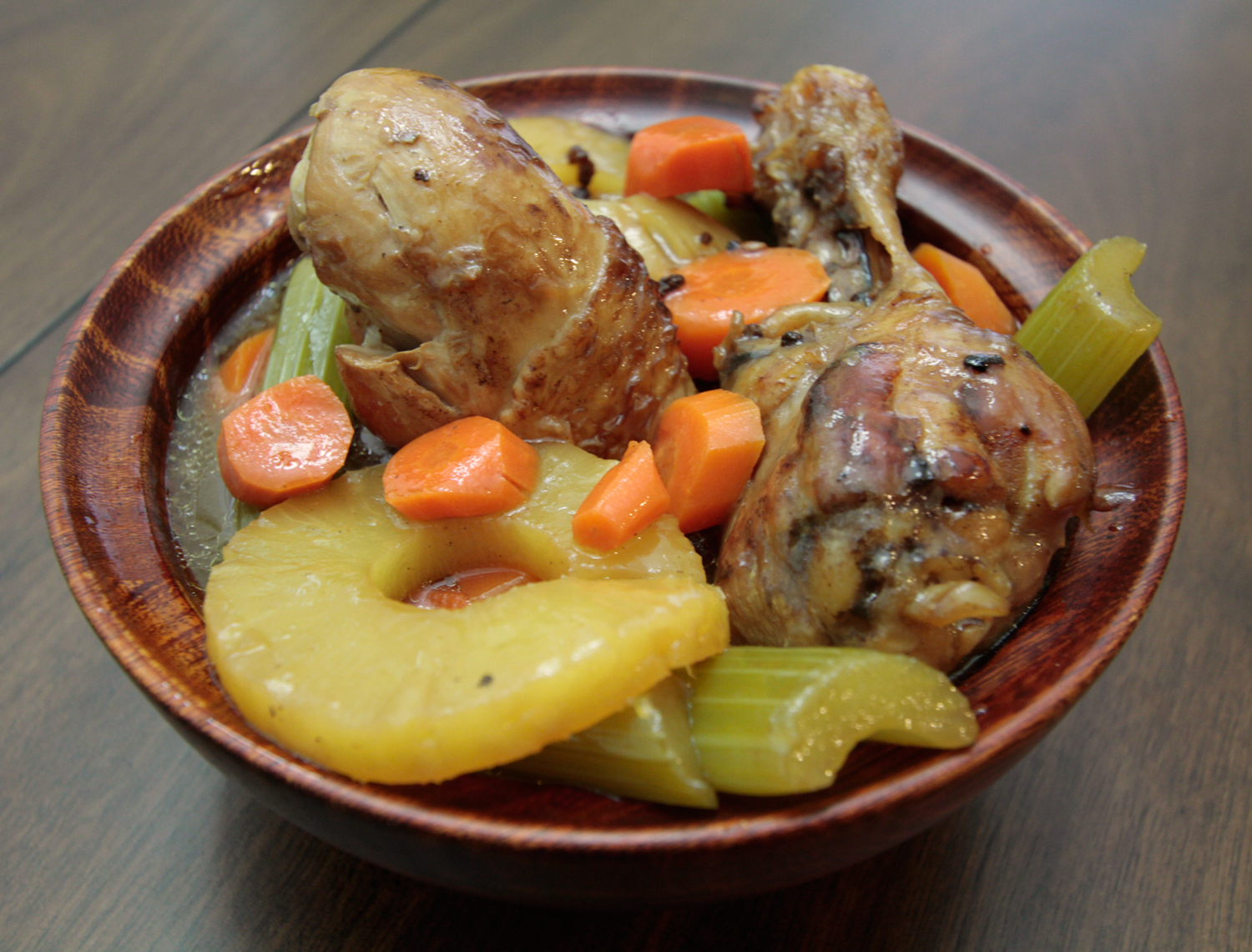
菲律宾式凤梨炖鸡（Pininyahang manok）
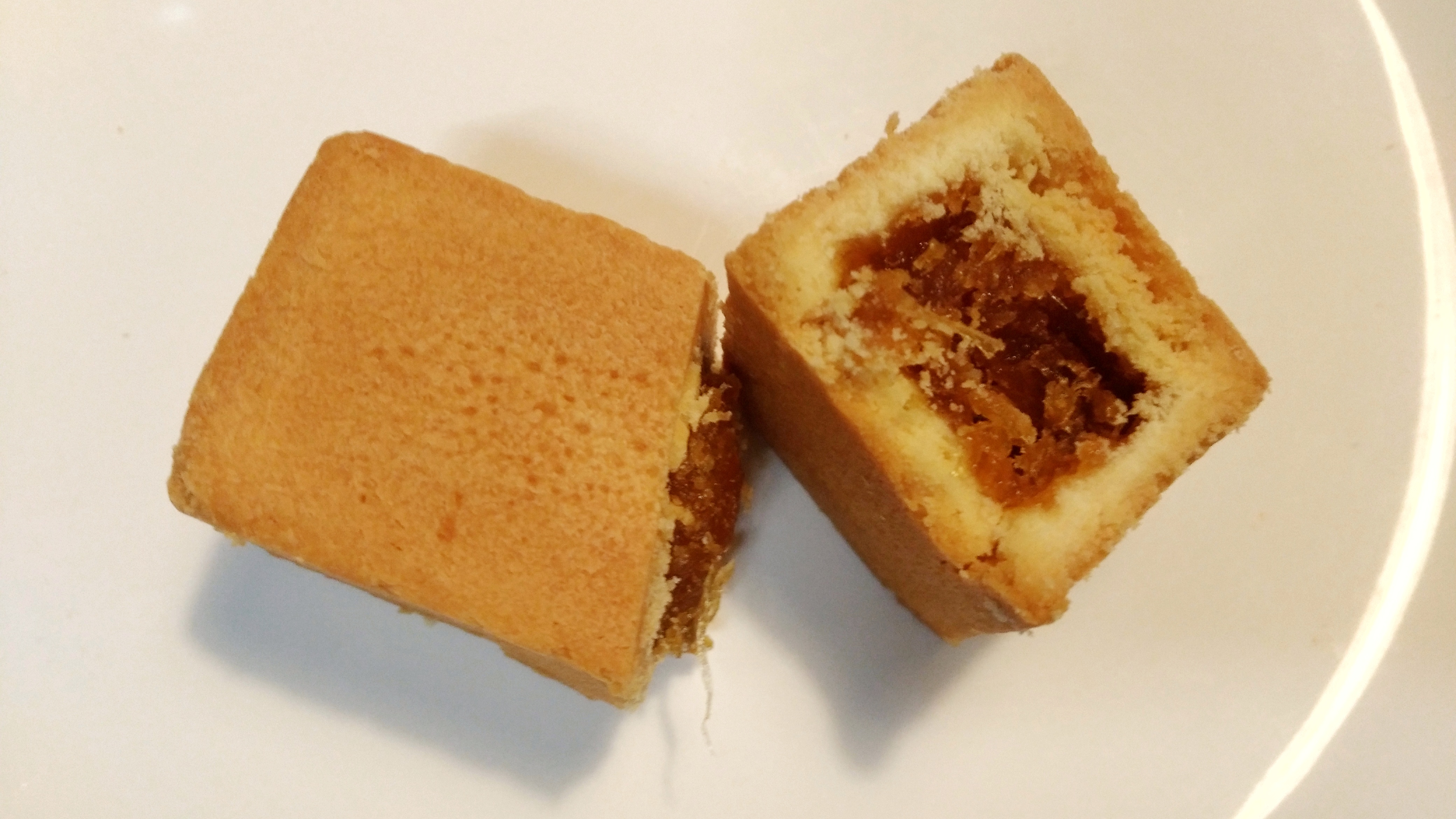
凤梨酥
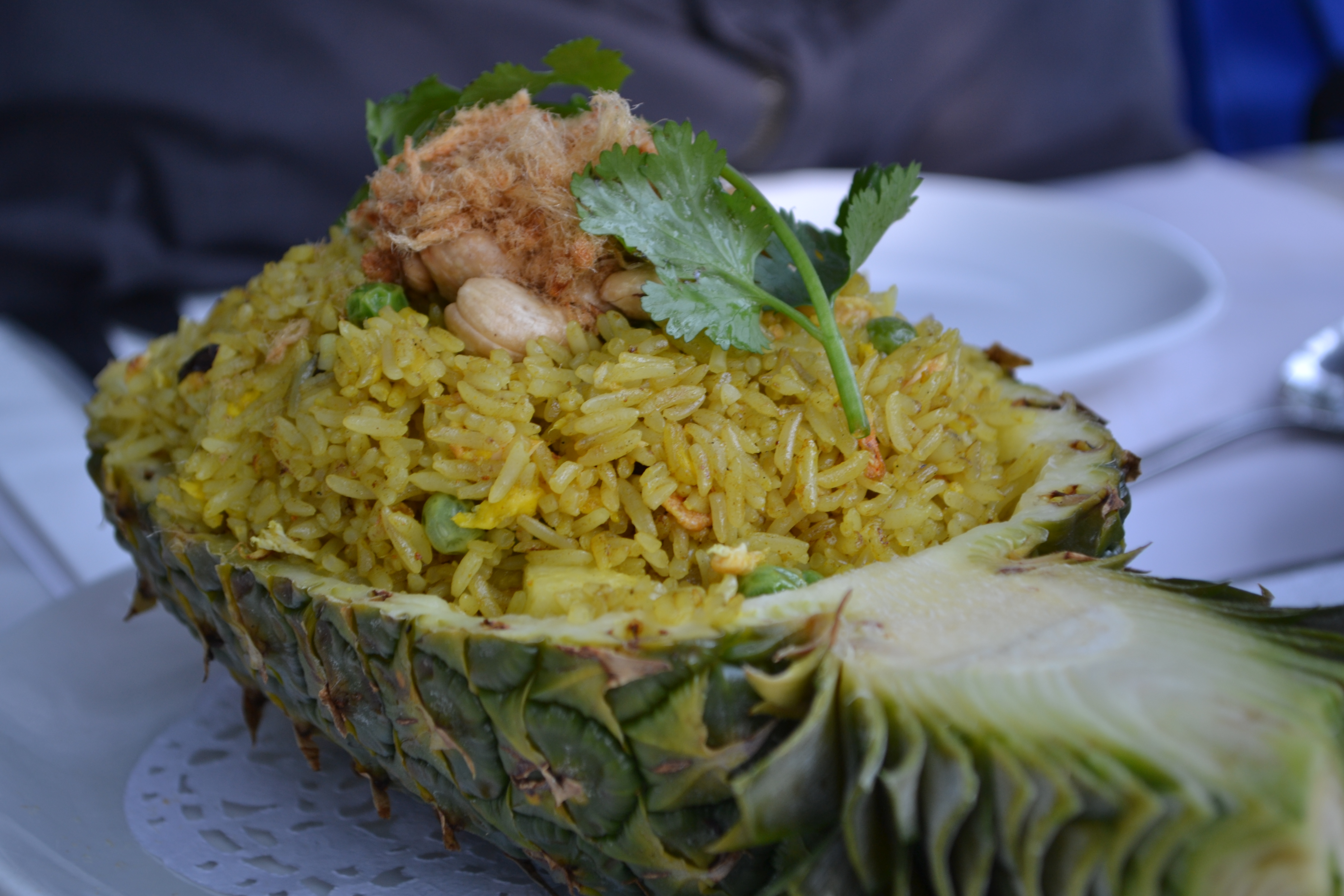
香港餐厅中的泰式菠萝炒饭
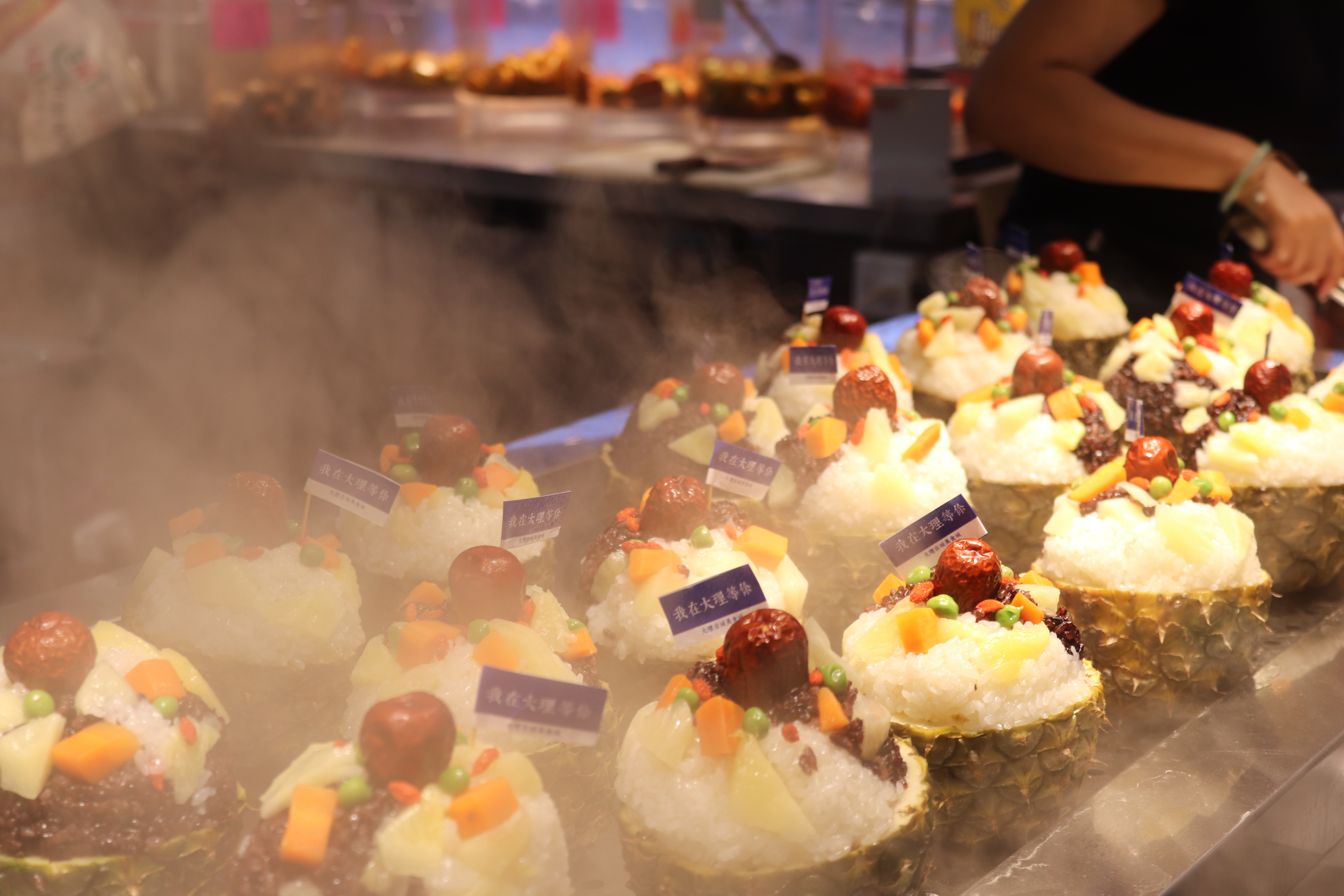
云南大理街头的傣式菠萝糯米饭
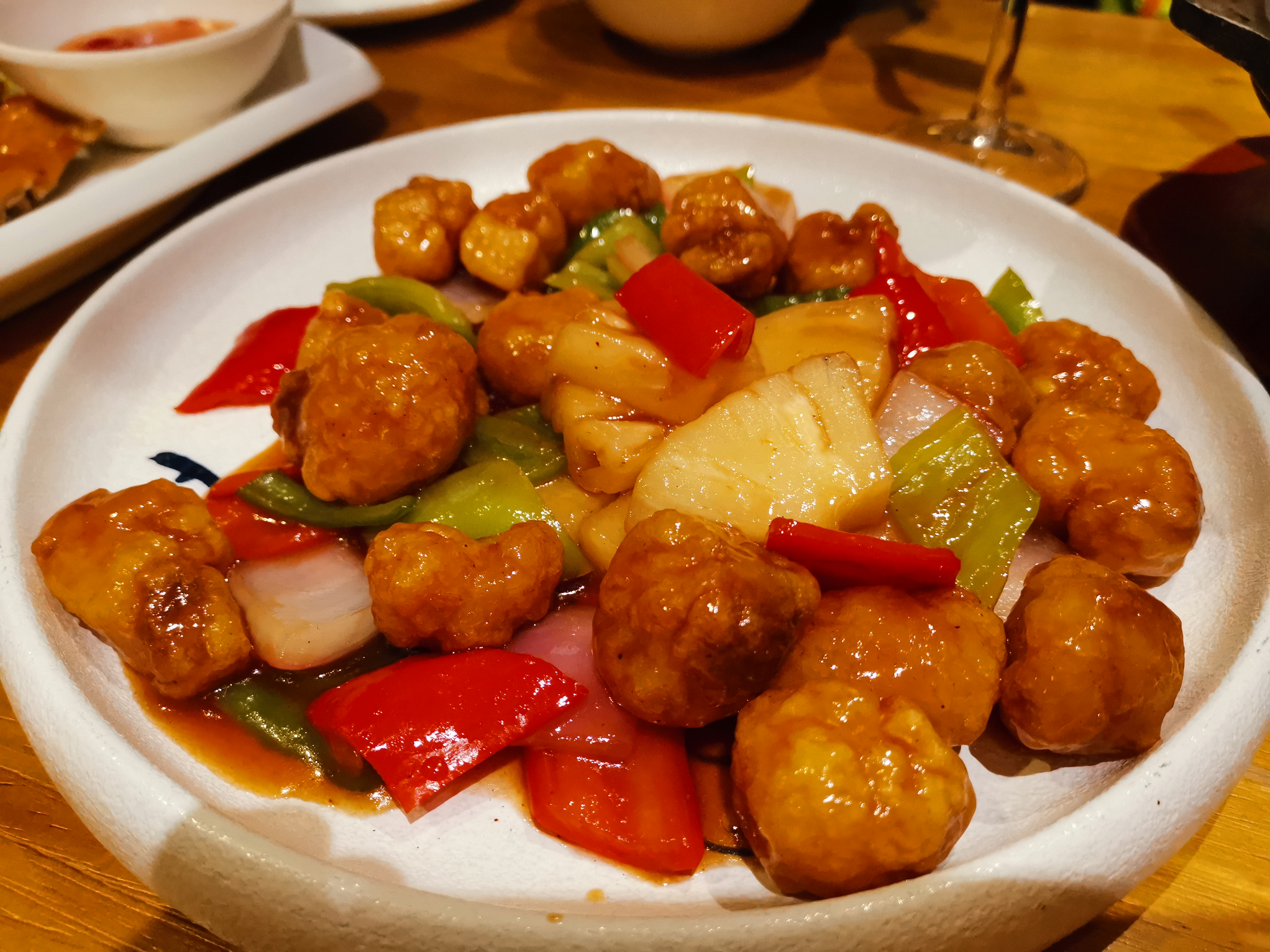
菠萝咕噜肉
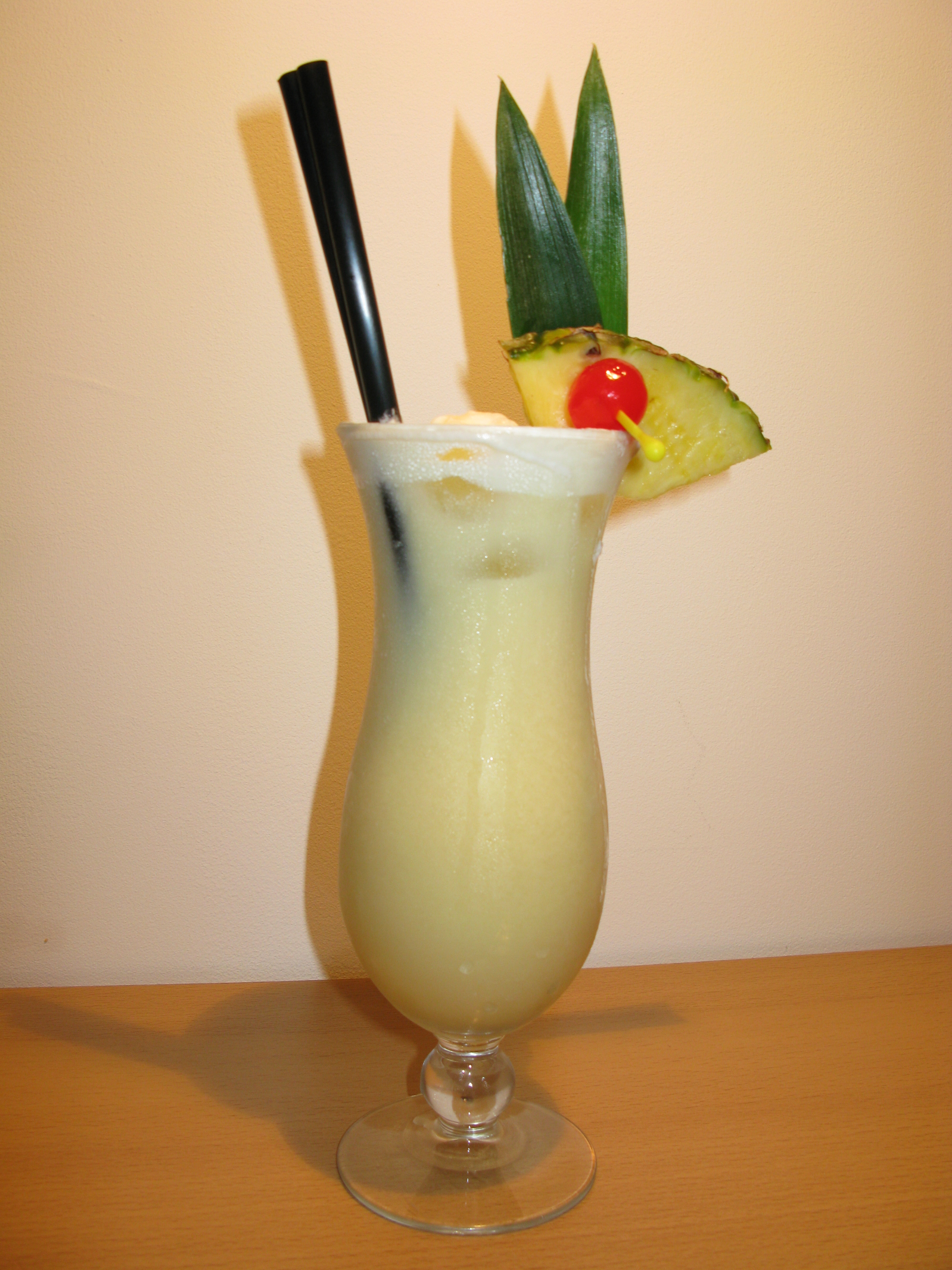
凤梨可乐达鸡尾酒，又名“椰林飘香”
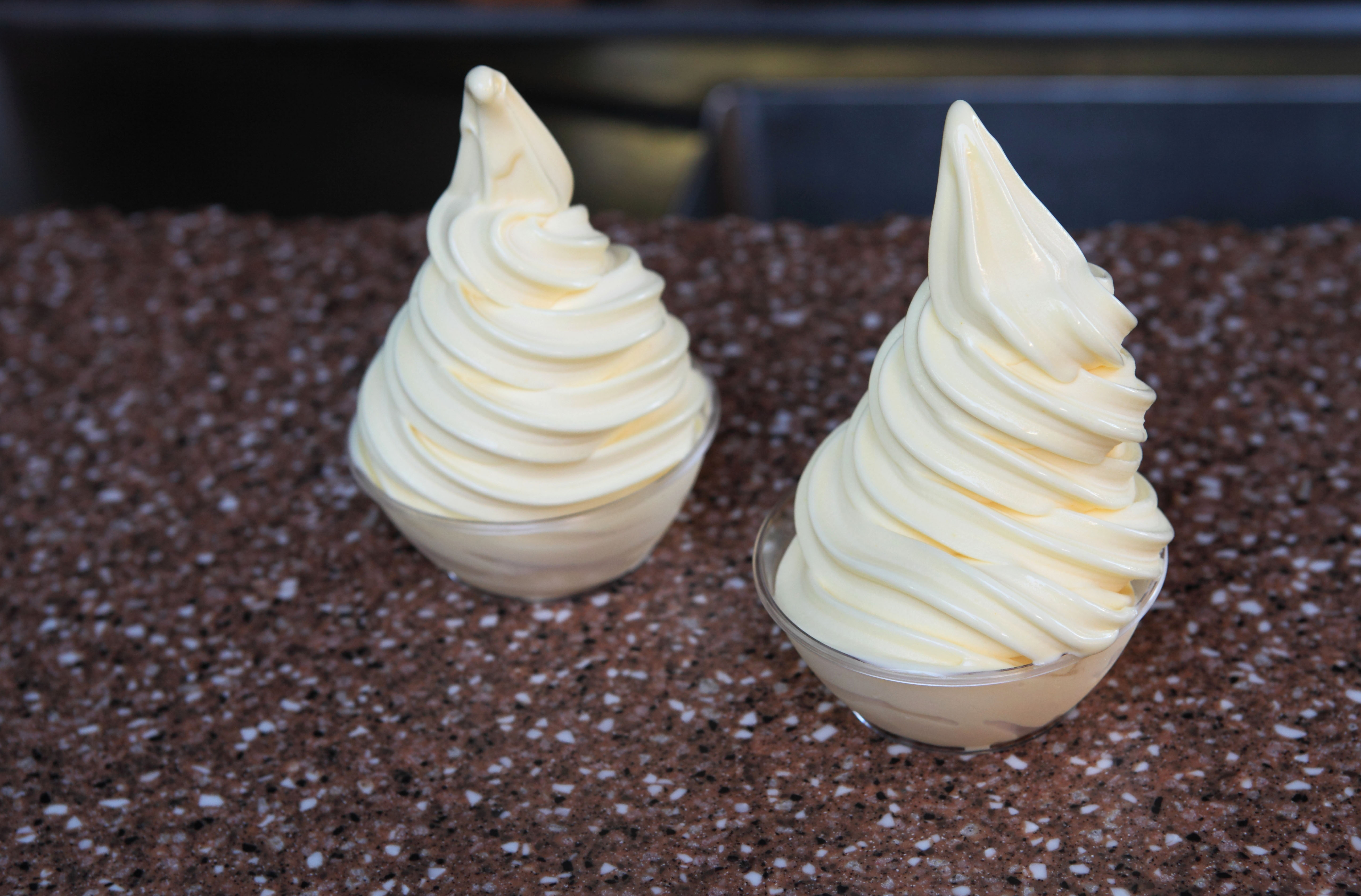
都乐公司特供迪士尼乐园销售的都乐菠萝冰淇淋（英语：Dole Whip）

### 藥用

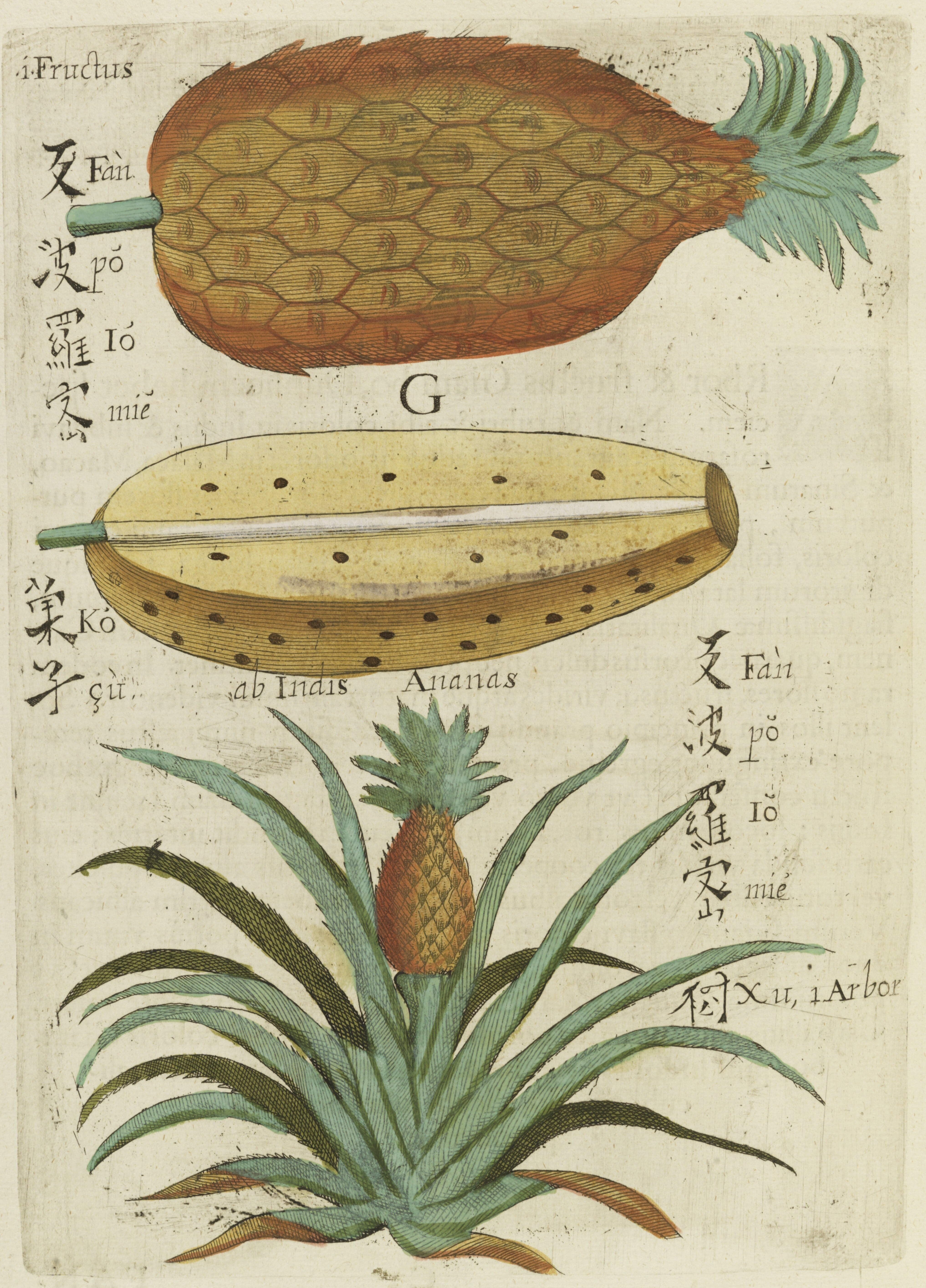
波蘭籍天主教耶穌會來華傳教士卜彌格十七世紀著作《Flora Sinensis》（譯：中國植物志）畫筆下的「反(番)波羅密菓子」。

据《本草纲目》记载，菠蘿性平、味甘酸，入脾、胃經。可生吃解暑助消化或乾燥、搗為醬食用，有清熱解暑、生津止渴、利小便的功效。可用於伤暑、身熱煩渴、腹中痞悶、消化不良、小便不利、頭昏眼花等症。不宜和奶蛋、蘿蔔共食。部份有過敏現象禁食。
外皮捶打后用布包好，可以用来做药布治疗外伤。
1891年用新鮮鳳梨提煉出來的菠萝酶（bromelain），已經被用來治療壞血症。
另有人认为食用鳳梨可减少咳嗽和提高消化能力。

### 纖維與環保應用
近年來，鳳梨葉中的纖維（Pineapple Leaf Fiber，簡稱 PALF）因其強韌、輕盈且可再生的特性，被廣泛應用於永續時尚產業。此類纖維是以鳳梨收割後原本被廢棄的葉片為原料，經過機械或生物技術處理，萃取纖維製成紗線與布料，進而用於服飾、包袋與室內裝飾品等產品中。由於其植物性來源與可生物分解特性，鳳梨葉纖維被視為動物皮革與合成纖維的環保替代方案。
在臺灣，也有農企業與社會創新團隊投入鳳梨葉資源再利用的研發與實踐，結合在地農業與綠色設計，推動「以葉代皮」的理念，減少農業廢棄物，並創造農村附加價值。 相關產品已逐漸進入商業市場，並獲得永續設計與綠色時尚領域的關注。

### 其他
菠萝的叶片，则是用来制作宣纸的材料。

## 栽培
在商业化农业中，可以人工诱导开花，早期收获主要果实可以促进第二季较小果实的发育。一旦在清洁过程中被移除，菠萝的顶部就可以种植在土壤中，并且会长出新的植物。截根苗和侧枝常被商业种植的。

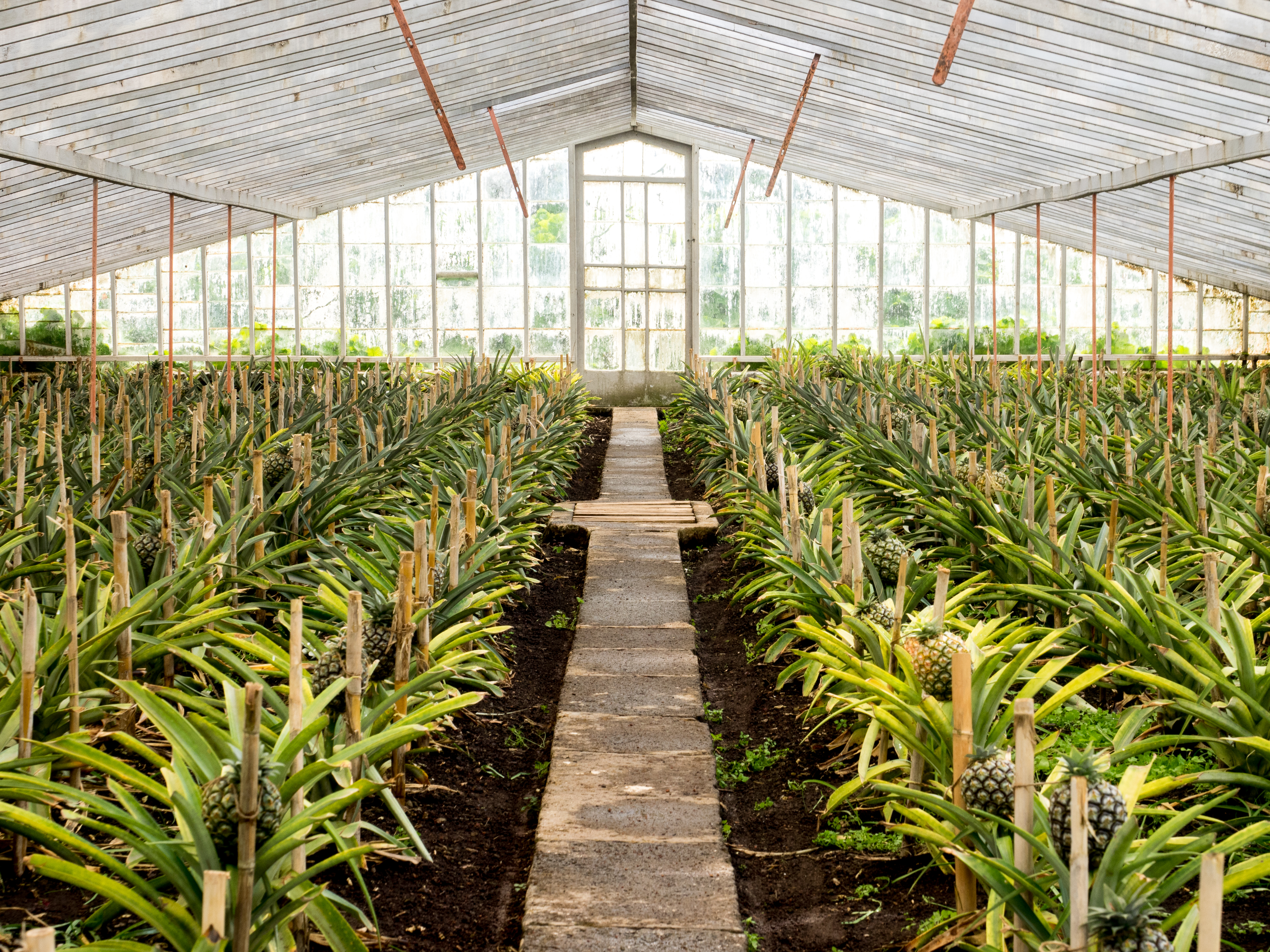
在温室里种植菠萝

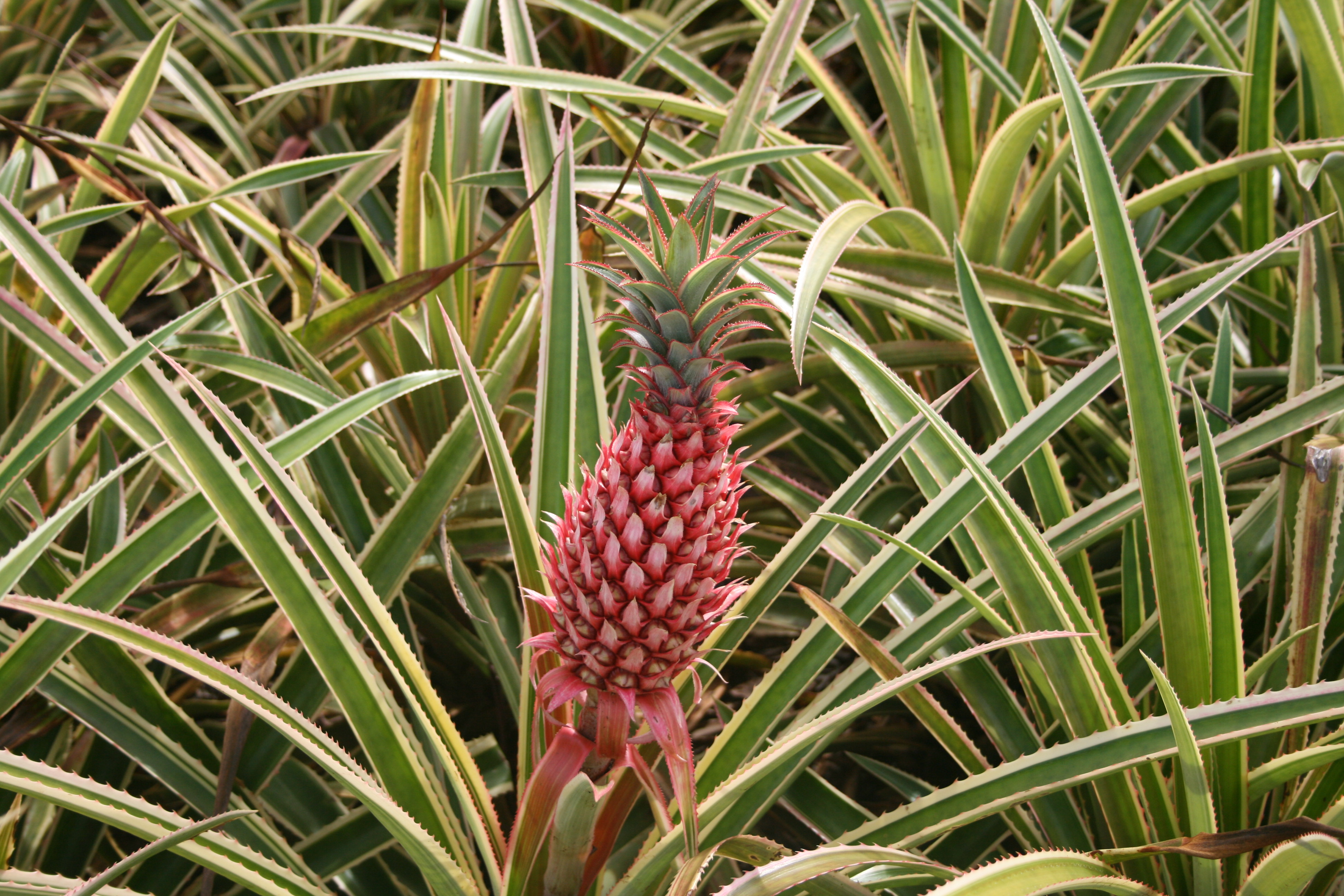
红菠萝（Ananas bracteatus）

### 伦理和环境问题
像大多数集约化耕种一样，菠萝种植园是高度工业化的经营。特别是在哥斯达黎加，菠萝产业使用大量杀虫剂来保护作物，这给许多工人带来了健康问题。这些工人通常得不到什么补偿，而且大多是贫穷的移民，通常是尼加拉瓜人。每次海外价格下降时，工人的工资也会下降。2016年，政府宣布将在其他各种团体的帮助下努力改善这种情况。

### 非法毒品交易
从哥斯达黎加出口到欧洲的菠萝经常被用作毒品走私的掩护工具，其集装箱在任何一个地方都被例行扣押。

### 扩展到保护区
在哥斯达黎加，菠萝种植已扩展到马昆克、 Corredor Fronterizo, Barra del Colorado和Caño Negro野生动物保护区，都位于该国北部。在1996年环境监管机构 (Setena) 成立之前，由于这些是保护区而不是国家公园，因此允许进行有限和受限的可持续活动，但是菠萝种植园是工业经营，其中许多没有在保护区内经营的适当许可证。该机构在保护区内注册了约358.5公頃（1.384平方英里）的菠萝种植园，但2018年的卫星图像报告称约有1,659公頃（6.41平方英里）。